# Chevêche brame
Athene brama
Espèce
Statut de conservation UICN

 LC  : Préoccupation mineure
Statut CITES
La Chevêche brame (Athene brama) est une espèce de rapace nocturne appartenant à la famille des Strigidae et à la sous-famille des Surniinae.

Aire de répartition de la chouette chevêche brame

## Sous-espèces
D'après la classification de référence (version 14.1, 2024) de l'Union internationale des ornithologues, la Chevêche brame possède 5 sous-espèces (ordre philogénique) :
- Athene brama indica (Franklin, 1831) ;
- Athene brama ultra Ripley, 1948 ;
- Athene brama brama (Temminck, 1821) ;
- Athene brama pulchra Hume, 1873 ;
- Athene brama mayri Deignan, 1941.